# Dysphania flavicorpus
Dysphania flavicorpus là một loài bướm đêm trong họ Geometridae.